# Campanhas Três-Anti e Cinco-Anti
A Campanha Três-Anti (1951) e a Campanha Cinco-Anti (1952) (em chinês:三反五反, fǎn San-wǔ fǎn) foram movimentos de reforma originalmente emitidos por Mao Tsé-tung, poucos anos após a fundação da República Popular da China em um esforço para livrar as cidades chinesas da corrupção e dos inimigos do Estado. O resultado final se transformou em uma série de campanhas que consolidou a base do poder de Mao, visando alvejar as oposições políticas e capitalistas, especialmente os ricos, e levou à morte centenas de milhares de chineses. As campanhas impactaram negativamente a economia de grandes cidades como Xangai, Tianjin e Chongqing, forçando muitos empresários a cometer suicídio. Somente em Xangai, de 25 de janeiro a 1º de abril de 1952, pelo menos 876 pessoas cometeram suicídio.

## A Campanha Três-Anti
A Campanha Três-Anti foi lançada na Manchúria, no final de 1951. Foi destinada a membros dentro do Partido Comunista Chinês, ex-membros do Kuomintang e os funcionários burocráticos que não eram membros do partido.
As 3 antis impostas foram:
- corrupção (反对贪污)
- resíduos (反对浪费)
- burocracia (反对官僚主义) [7]

## A Campanha Cinco-Anti
A Campanha Cinco-Anti foi lançada em janeiro de 1952. Foi projetada para atingir a classe capitalista. O Partido Comunista definiu uma orientação muito vaga do que poderia ser cobrado, como se tornou uma guerra de todos contra a burguesia na China. Deng Xiaoping alertou as pessoas "para não serem corrompidas pelo pensamento capitalista".
As 5 antis impostas foram:
- suborno (反对行贿) [6]
- roubo de bens do Estado (反对盗骗国家财产)
- evasão fiscal (反对偷税漏税)
- fraude em contratos com o governo (反对偷工减料)
- roubar informações econômicas do Estado (反对盗窃国家经济情报).

Cerca de 20.000 delegados e 6.000 trabalhadores treinados começaram a espionar os assuntos de negócios dos seus concidadãos. A mídia incentivou o cumprimento das políticas do governo. Até 15.000 propagandistas treinados estavam trabalhando em Xangai em finais de 1951.  Em fevereiro 1952, desfiles de ativistas anti-capitalistas foram de porta em porta para visitar líderes empresariais. Criou-se uma pressão psicológica imensa. As divisões de Xangai foram instaladas para receber cartas críticas de todos os empregados. Como muitas de 18.000 cartas vieram na primeira semana de fevereiro de 1952, e 210.000 vieram até ao final do primeiro mês. Os quadros de membros do partido se juntariam ao ataque. Algumas grandes empresas fizeram 1.000 confissões voluntariamente ao dia para tentar se proteger do governo. 

## Consequências
As vítimas das "Campanhas Antis" na maior parte foram apavoradas e humilhadas, outros foram enviados para campos de trabalho pela China. Geralmente a "Campanha Três-Anti" veio com punições mais severas, além de haver inúmeras mortes. Nas palavras do próprio Mao, "tivemos de executar dezenas de milhares de defraudadores nação a fora para que pudéssemos resolver o problema". Todos os considerados culpados de seus crimes, confessados ou não, foram obrigados a pagar multas para o governo. Houve centenas de milhares de suicídios (embora seja discutível se muitos destes foram voluntários), foram um resultado direto destas campanhas.   Foram tantas pessoas que saltavam para a morte dos arranha-céus em Xangai, que receberam o apelido de 'pára-quedistas' .
O Partido Comunista revelou que não estava indo mais para proteger as empresas privadas. Capitalistas chineses seriam ameaçados assim como capitalistas estrangeiros.   A Guerra da Coréia, que originalmente adicionou oportunidades no norte da China levou a mais capitalistas. Muitos deles acabaram emprestando dinheiro do governo mesmo para pagar multas do governo, criando um padrão financeiro complexo.  Uma série de "campanhas antis" seriam lançadas pelo governo chinês nos anos seguintes .